# 스리크세트라
스리크세트라 혹은 스리켓뜨라(Śrī Kṣetra, 버마어: သရေခေတ္တရာ ပြည် 뜨레 켓뜨라삐; 버마어 발음: [θəjè kʰɪʔtəjà pjì]; "운의 들판" 또는 "영광의 들판")은 한때 유명한 쀼 정착촌이었다. 쀼국민들은 상미얀마 전역의 여러 장소를 차지했으며 스리크세트라는 1,477헥타르의 면적을 둘러싸고 있는 가장 큰 성벽으로 기록되어 있다. 비록 최근 조사에서 기념비적인 벽돌 벽 안에 1,857헥타르를 둘러싸고 있는 것으로 나타났다.
스리크세트라는 쀼 예술 유산의 상당 부분을 위한 장소이다. 쀼시국에 불교가 도래하면서 예술적 생산이 증가했으며 초기 점령 기간에서 살아남은 것이 거의 없었다. 살아남은 자료의 방대한 배열은 스리크세트라의 쀼가 승인한 풍부한 시각적 문화를 나타냈다. 648년 중국 순례자 Hsuan-tsang과 675년 I-tsing은 스리크세트라의 이름을 "Shh-li-cha'-t'o-lo"로 언급했으며 불교 국가였다.
스리크세트라의 쀼는 서기 9세기 경에 그 중요성이 쇠퇴했다. 쀼에 대한 마지막 언급은 쀼어, 몬어, 버마어 및 팔리어로 된 비문이 특징인 12세기 돌과 함께 바간에서 발견된다.

## 같이 보기
- 쀼